# Mariareuterella mazepovae
Mariareuterella mazepovae är en plattmaskart som först beskrevs av Timoshkin OA 200.  Mariareuterella mazepovae ingår i släktet Mariareuterella och familjen Rhynchokarlingiidae. Inga underarter finns listade i Catalogue of Life.